# 东街街道 (新乡市)
东街街道，是中华人民共和国河南省新乡市红旗区下辖的一个乡镇级行政单位。

## 行政区划
东街街道下辖以下地区：
大东街社区、北关社区、东关社区、牌坊社区、东关村和平东实业公司社区。